# صفد
صفد (در عبری: צפת) نام شهری در شمال اسرائیل است. این شهر یکی از چهار شهر مقدس یهود محسوب می‌شود و در کنار شهرهای اورشلیم، حبرون و طبریه، محل سکونت بسیاری از عالمان مذهبی یهودی بوده‌است.
در سده‌های ۱۶ و ۱۷ میلادی، شمار زیادی از یهودیانی که از انکیزیسیون اسپانیا گریخته بودند، در این شهر ساکن گردیدند. صفد مرکز آموزش کابالا (قبالا – قباله) یا عرفان یهودی است. 

## نگارخانه

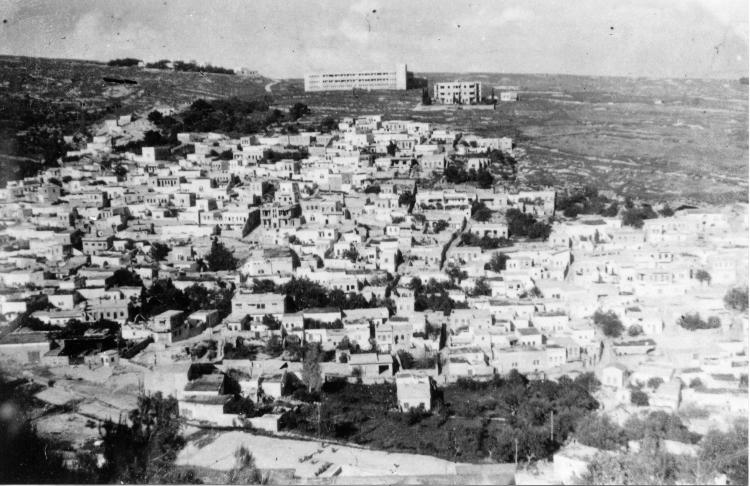
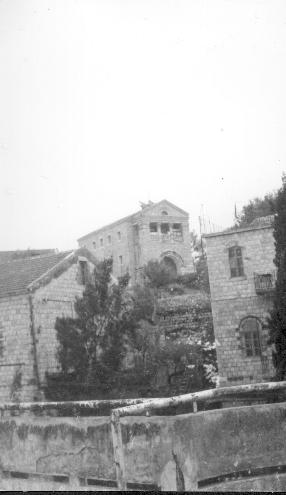
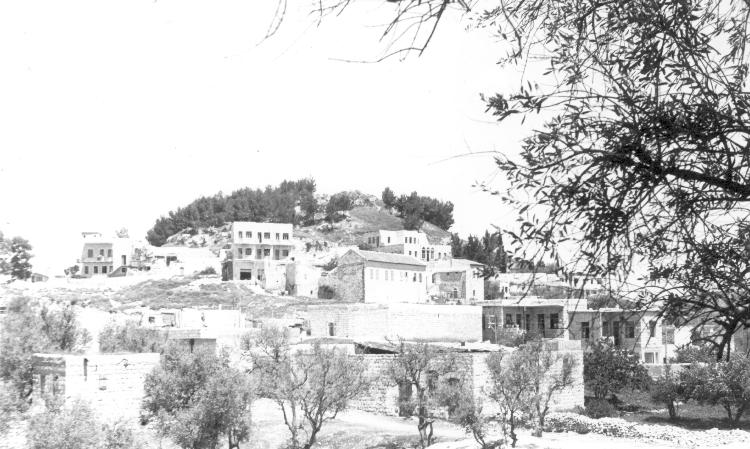
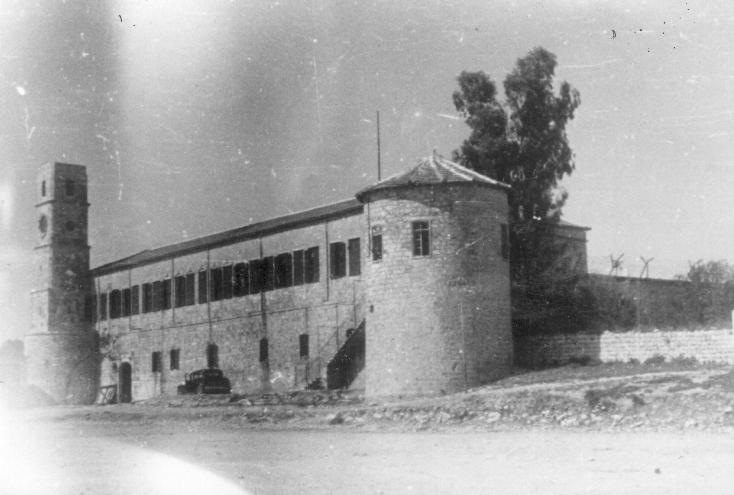
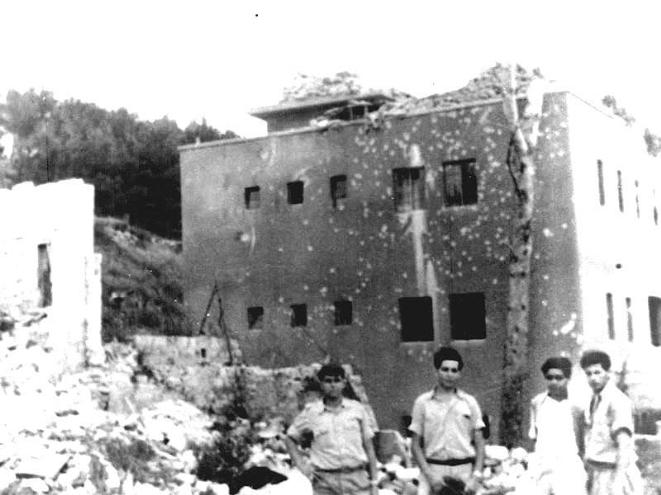
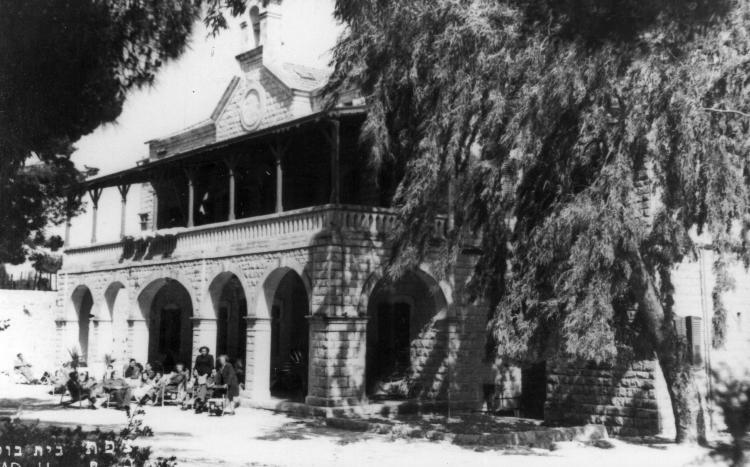
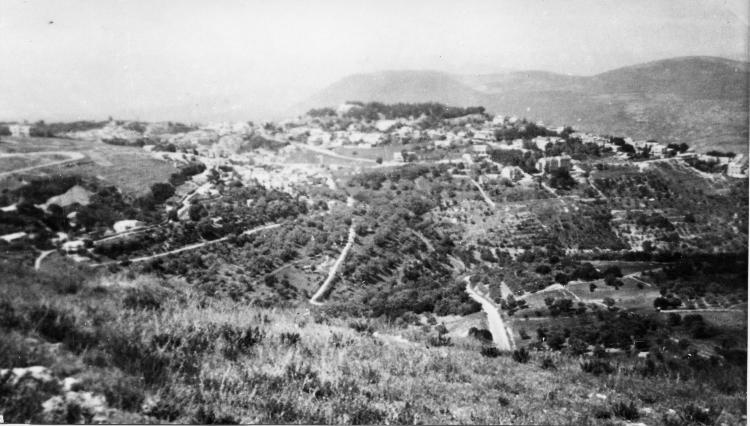
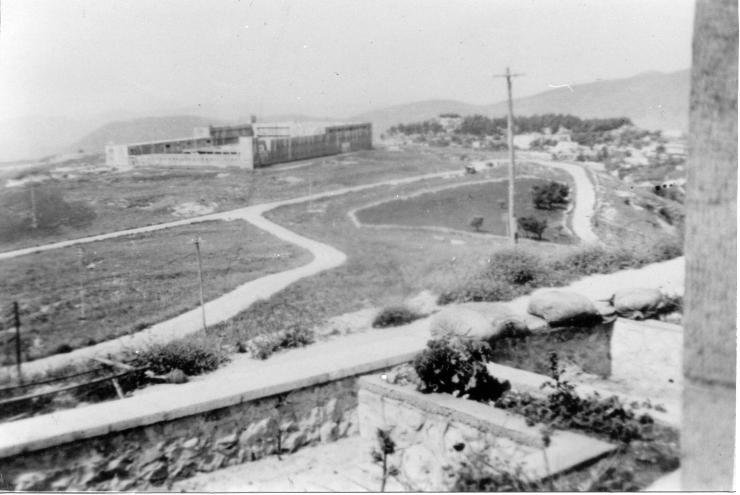